# SERVQUAL-model

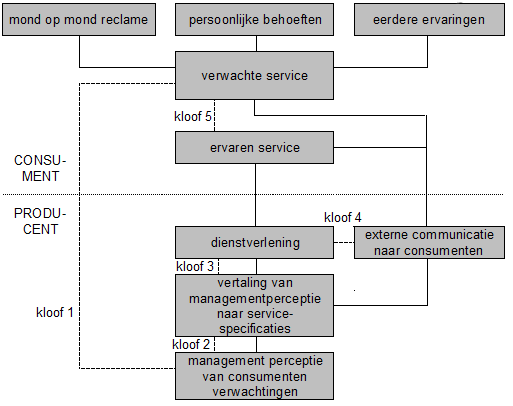
Grafische weergave van het SERVQUAL-model

SERVQUAL is een model voor het meten van kwaliteit van diensten en is in 1988 door Zeithaml, Parasuraman en Berry ontwikkeld,. De ontwikkeling van het SERVQUAL-model begon midden jaren tachtig, mede als gevolg van de ontwikkeling van het deelgebied service marketing. De verwoede discussies, omtrent de validiteit en betrouwbaarheid van het model hebben ertoe geleid dat SERVQUAL een van de meest kritisch beschouwde modellen in de marketing is.

## Beschrijving
SERVQUAL, een afkorting voor Service Quality, is een raamwerk voor het doorgronden van de kwaliteit van dienstverlening. Het kan gebruikt worden als diagnose om de tekortkomingen in de dienstverlening aan de orde te stellen. Vanwege de vergelijking tussen verwachtingen omtrent de service kwaliteit en de daadwerkelijk gemeten percepties van service kwaliteit, wordt dit ook wel een 'gap analyse' genoemd.
Centraal in het SERVQUAL-model staat dat kwaliteit van dienstverlening gedefinieerd kan worden als het verschil tussen verwachtingen en perceptie. Het kwaliteitsverschil komt dan tot uiting in het verschil (de 'kloof' of 'gap') tussen datgene wat men van de dienst verwachtte en datgene wat men daadwerkelijk heeft ervaren.
In de eerste SERVQUAL-onderzoeken, die uitsluitend plaatsvonden in de telecommunicatie- en creditcardindustrie, vonden Zeithaml et al. met behulp van factoranalyse 10 verschillende dimensies van de kwaliteit van diensten: betrouwbaarheid, responsiviteit, competentie, toegankelijkheid, hoffelijkheid, communicatie, geloofwaardigheid, zekerheid, het begrijpen of kennen van de klant en tastbare zaken. Met deze laatste dimensie doelden ze op informatie die vooraf zichtbaar is en een indicatie geeft van de kwaliteit van de latere service. Voorbeelden hiervan zijn de netheid van het kantoor, de uitstraling van het pand (luxe, armetierig), kleding van de medewerkers, etc.
In 1988 bleek uit vervolgonderzoek waarbij naast creditcards en telecommunicatie ook gekeken werd naar algemene bancaire diensten en de reparatie en onderhoud van apparaten, dat deze tien dimensies teruggebracht konden worden tot 5. Hoewel het artikel zelf de volgorde Tangibles, Reliability, Responsiveness, Assurance en Empathy aanhoudt, zijn deze vijf dimensies later vooral bekend geworden onder het acroniem RATER:
- Reliability - betrouwbaarheid
- Assurance - zekerheid
- Tangibles - tastbare zaken
- Empathy - empathie
- Responsiveness - responsiviteit

## Model
Het model identificeert 5 kloven ('gaps'):
1. Beleid niet op consumenten(verwachtingen) gericht
2. Verkeerde vertaalslag kwaliteitsbeleid naar regels door management
3. Verkeerde vertaalslag regels naar werkzaamheden door medewerkers
4. Externe communicatie (belofte) sluit niet aan bij dienstverlening

Uiteindelijk leidt dit tot de grootste kloof die een kwaliteitsbeleving beschrijft
5. Verschillen tussen de door de consument verwachte dienst en de ervaren dienst

## Kritiek
SERVQUAL wordt als complex, subjectief en statistisch onbetrouwbaar beschouwd. Het gebruik van de vijf dimensies is echter bruikbaar voor kwalitatief (voor)onderzoek. Naar aanleiding van veel kritiek in de marketingliteratuur, gaven de oorspronkelijke onderzoekers onder meer aan dat de dimensionaliteit van het model per industrie geverifieerd zou moeten worden.
Francis Buttle bekritiseert het model en komt met drie kritiekpunten: perceptie en beleving zijn erg subjectief en daardoor niet goed meetbaar, er is niet per se een direct verband tussen service en kwaliteitsbeleving. Tot slot zou hetgeen dat gemeten wordt niet per se betrekking hoeven hebben op service-kwaliteit, maar meer op klanttevredenheid. Ook andere wetenschappers hebben kritiek op het SERVQUAL-model.
Om deels aan deze kritiekpunten tegemoet te komen ontwikkelde Cronin en Taylor het SERVPERF-model. In het SERVPERF model is in principe slechts sprake van 1 dimensie, namelijk service-kwaliteit. Ook wordt slechts de totale uitvoering (Engels: performance) gemeten en wordt afstand genomen van de 'perceptie minus verwachting aanpak' van SERVQUAL. Cronin en Taylors belangrijkste argument hiervoor is dat het evaluatieproces van mensen helemaal geen expliciete afweging maakt tussen ex ante verwachtingen en ex post percepties.